# کنت می

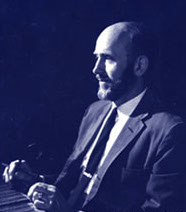
کنت اونزورت می، اقتصاددان اهل آمریکا

کنت اونزورت می (به انگلیسی: Kenneth Ownsworth May) (زادهٔ ۸ ژوئیه ۱۹۱۵ در پورتلند - درگذشتهٔ ۱ دسامبر ۱۹۷۷ در تورنتو) تاریخ‌نگار ریاضیات و اقتصاددان اهل آمریکا بود. 

## زندگی‌نامه
می در دانشگاه برکلی تحصیل ریاضیات کرد. پدرش استاد دانشگاه برکلی در رشته مدیریت بود و او در آنجا تا فوق لیسانس را ادامه داد و به آمار علاقه‌مند شد. در ۱۹۳۷ به شوروی رفت و سپس در مدرسه اقتصاد لندن در نزد رانلد فیشر و در سوربن به تحصیلاتش ادمه داد. در سال ۱۹۴۰ برای گرفتن مدرک دکترا به برکلی آمد ولی به دلیل گرایش‌های کمونیستی از دانشگاه اخراج شد. در دوران جنگ به عنوان پیاده‌نظام چترباز آمریکا جنگید و سپس توانست دکترای خود را از دانشگاه برکلی با تزی به نام «نظریه ریاضی اشتغال» دریافت کند. سپس استادیار کالج کارلتون در نورتفیلد شد و در آنجا به تاریخ ریاضیات دلبستگی پیدا کرد. در ۱۹۶۶ استاد تاریخ ریاضی دانشگاه تورنتو شد و به همراه رنه تاتون و آدولف یوشکویچ کمیته جهانی تاریخ ریاضیات را در سال ۱۹۷۱ بنیان گذاشت و خود رئیس آن شد. او جزو ناشران و بنیانگذاران مجله هیستوریا ماتماتیکا بود. 

## جایزه کنت می
کمیته جهانی ریاضیات (ICHM)، جایزه کنت ا. می را که به افتخار او نامگذاری شده‌است از سال ۱۹۸۹ به پژوهشگران تاریخ ریاضیات اهدا می‌کند. 